# Молино, Джованни
Джованни Молино (итал. Giovanni Molino; 25 апреля 1705, Венеция, Венецианская республика — 14 марта 1773, Брешиа, Венецианская республика) — итальянский кардинал и доктор обоих прав. Епископ Брешии с 17 февраля 1755 по 14 марта 1773. Кардинал-священник с 24 сентября 1759, с титулом церкви Сан-Систо с 26 июня 1769.

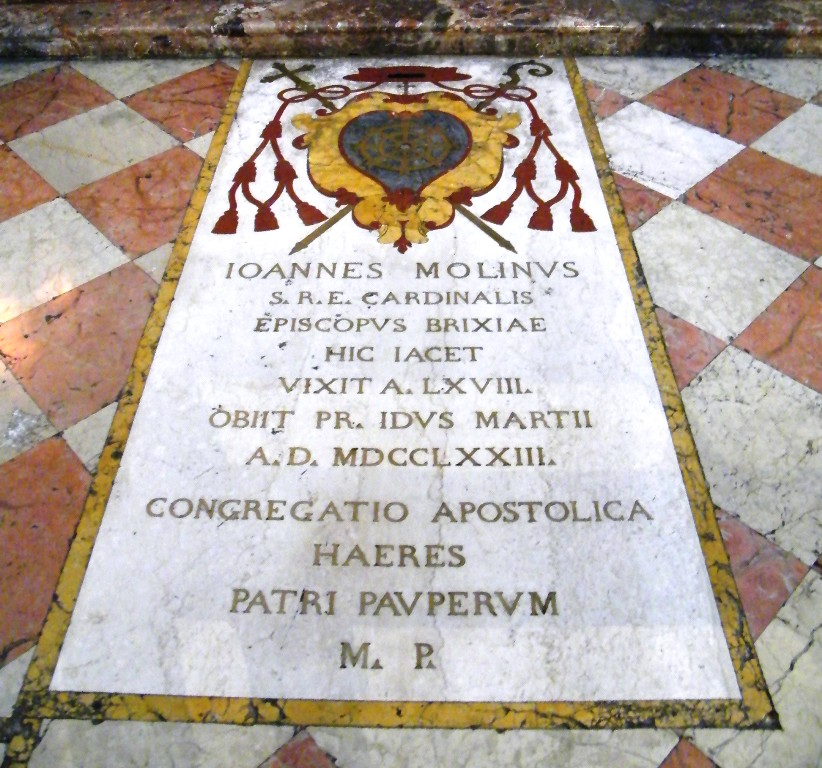
Гробница кардинала Джованни Молино в новом соборе в Брешии

## Биография
Родился в Венеции в семье венецианской аристократии Молин «дель Молин д'Оро». Он учился в Падуанском университете.
17 февраля 1755 года избран епископом Брешии и 1 апреля того же года был рукоположен в епископы Рима.
23 ноября 1761 года Папа Климент XIII на консистории назначил его кардиналом. 
В 1763 году он выбрал монаха Серво ди Мария Роберто Костагути своим богословом.  
26 июня 1769 года он получил титул церкви Сан-Систо.
Как епископ Брешии принимал участие в Папском Конклаве 1769 года. 
Похоронен в новом соборе Брешии.